# Jahrbuch der deutschen Marine
Das Jahrbuch der deutschen Marine erschien als Buchreihe (18 Folgen) von 1966 bis 1993. Das Bundesministerium der Verteidigung stellte Abbildungen und Informationen zu der umfassenden Darstellung der Teilstreitkraft Marine, ihre Organisation, ihre Einrichtungen, Einheiten sowie Übungs- und Einsatzplanungen zur Verfügung. Das Jahrbuch enthielt detaillierte Angaben über die Besetzung der Spitzenfunktionen der Bundesmarine, ihre Schiffe und Flugzeuge sowie eine Chronik wichtiger Ereignisse.

## Geschichte
Das Jahrbuch widmete sich dem Aufwuchs der damaligen Bundesmarine sowie ihrer Organisation und der Vorstellung ihrer Einheiten. Es informierte ferner über die Entwicklung und Lage der Seestreitkräfte anderer Nationen. In festen Rubriken wurden Personalveränderungen in Führungspositionen der Bundesmarine, eine chronologische Übersicht über besondere Ereignisse und die Flottenliste mit Schiffsskizzen und Abbildungen genannt.
Die „Erste Folge“ erschien als Jahrbuch 1966 unter dem Motto „10 Jahre Bundesmarine“ im Carl Schünemann Verlag, Bremen, herausgegeben von Egbert Thomer und Jürgen Rhades. Mit dem Jahresband 1972 schied Egbert Thomer aus und Jürgen Rhades wurde alleine Herausgeber der nun mit dem Jahrbuch Die deutsche Marine vereinigten Buchreihe. Günter Prochnow, der seit 1962 für die Reihe Die deutsche Marine verantwortlich gezeichnet hatte, wurde Mitarbeiter des Herausgebers.
Ab Folge 12 wurde die Buchreihe in „Jahrbuch der Marine“ umbenannt. Sie erschien nun im Verlag Wehr und Wissen, Koblenz/Bonn. Ein Geleitwort des Inspekteurs der Marine war nicht mehr enthalten. Das Format des Jahrbuchs wurde von 21 × 26 Zentimeter auf 21 × 30 Zentimeter vergrößert.
Folge 13 war das Jahrbuch für 1978, während Folge 14 bereits als Jahrbuch für 1980 erschien. Der Herausgeber ging in seinem Vorwort zu Folge 14 nicht auf den Grund für die eingetretene Unterbrechung der noch in Folge 13 betonten „ununterbrochenen Folge“ ein.
Ab dem Jahrbuch 1981, Folge 15, erschien die Buchreihe im Bernard & Graefe Verlag, München. Aus Anlass des „25. Jubiläums des Entstehens der Bundesmarine“ trug erneut der Inspekteur der Marine einen Grundsatzartikel bei. Im Impressum der Folge 16 (1982) wurde Günter Prochnow letztmals als Mitarbeiter des Herausgebers genannt.
Von 1983 bis 1990 erschienen keine Jahrbücher. Herausgeber und Verlag erklärten die Wiederaufnahme der Serie mit Folge 17 im Jahr 1991 auch mit der Einstellung der Monatszeitschrift Marine-Rundschau im Jahr 1989 und dem daraus entstandenen Mangel maritimer Veröffentlichungen. Nachdem 1992 kein Jahrbuch erschienen war, stellte Folge 18 im Jahr 1993 das Ende der Buchreihe dar.
Autoren waren überwiegend Offiziere der Bundesmarine im aktiven Dienst, in der Reserve und im Ruhestand.

## Vorgängerreihe „Die deutsche Marine“
Die Buchreihe erschien im Ernst Gerdes Verlag, Preetz/Holstein und wurde von Günter Prochnow herausgegeben.
- Günter Prochnow (Hrsg.): Die deutsche Marine. Jahrgang 1963. Ernst Gerdes Verlag, Preetz/Holstein 1963.

Der Inspekteur der Marine, Vizeadmiral Karl-Adolf Zenker, führte mit folgendem Geleitwort im ersten Band in diese Buchreihe ein:

„Mit diesem Jahrbuch, das nunmehr in seinem ersten Band vorliegt, wird auf dem Gebiet des maritimen Schrifttums eine bisher vorhandene Lücke geschlossen.
Die Marine erfährt in dieser sehr ausführlichen und gründlichen Darstellung eine umfassende Würdigung ihrer ersten Aufbaujahre.
Schiffslisten und Schiffsskizzen vervollständigen mit einem lebendigen Bilderteil aus der Marine diese Dokumentation.
Sie kann daher viel zum Verständnis unserer Marine, ihrer Aufgaben und ihres Wirkens beitragen.
Autor und Verlag wünsche ich für dieses Jahrbuch alles Gute und dem ersten Band eine Verbreitung auch in bisher nicht marineinteressierten Kreisen.“

Der 96 Seiten starke Band berichtet über „Die Marine im Jahre 1962“.
Im Textteil (Seiten 9 bis 36) werden chronologisch die Entwicklung und einzelne Eckpunkte der Organisation, des Aufbaus, der Gliederung und Stellenbesetzung der Marine, auch Auslandsreisen und Übungsvorhaben ihrer Einheiten sowie Besuche ausländischer Marineeinheiten in der Bundesrepublik Deutschland dargestellt.
Die Befehlsstruktur (S. 13), die Kommandostruktur (S. 15 f), die Gliederung der Flotte (S. 19 ff), die Ausbildungsfahrten (S. 24 ff), die Änderung der Dienstgradabzeichen für Offiziere (S. 28 f), Stapelläufe (S. 32), Indienststellungen (S. 32 f), Außerdienststellungen (S. 33), Ausbildungsvorhaben (S. 33 f), Schiffsbesuche (S. 34 f) und besondere Ereignisse (S. 36) sind in Form von Aufzählungen im Textteil detailliert dargestellt.
Die Schiffsliste (Seiten 37 bis 59) enthält für alle Einheiten, vom Zerstörer bis zum kleinen Hafenschlepper und Wohnschiff, folgen Angaben:
- NATO-Nr,
- Name (mit früheren Namen)
- Stapellauf (Jahr)
- Indienststellung (Jahr)
- Wasserverdrängung (Tonnen)
- Länge, Breite, Tiefgang (Meter)
- Bewaffnung
- Geschwindigkeit (Knoten)
- Antriebsanlage
- Pferdestärken (PS)
- Brennstoff (Tonnen)
- Fahrtstrecke (Seemeilen bei Knoten)
- Besatzung (Anzahl)
- Bauwerft
- sonstige Angaben (überwiegend Erläuterungen zum Typ und Herkunft)

Schiffsskizzen im Maßstab 1:1000 folgen auf den Seiten 61 bis 68, während Flugzeugskizzen die Seiten 69 bis 72 belegen.
Vom Bundesministerium der Verteidigung zur Verfügung gestellte Abbildungen zeigen die Einheiten auf den Seiten 73 bis 95 und geben auch Einblick in Aspekte des Bordbetriebs.
Es folgten sieben weitere Ausgaben Die deutsche Marine:
- Günter Prochnow (Hrsg.): Die deutsche Marine. 2. Jahrgang 1964/65. Ernst Gerdes Verlag, Preetz/Holstein 1964.
- Günter Prochnow (Hrsg.): Die deutsche Marine. 3. Jahrgang 1965/66. Ernst Gerdes Verlag, Preetz/Holstein 1965.
- Günter Prochnow (Hrsg.): Die deutsche Marine. 4. Jahrgang 1966/67. Ernst Gerdes Verlag, Preetz/Holstein 1966.
- Günter Prochnow (Hrsg.): Die deutsche Marine. 5. Jahrgang 1967/68. Ernst Gerdes Verlag, Preetz/Holstein 1967.
- Günter Prochnow (Hrsg.): Die deutsche Marine. 6. Jahrgang 1968/69. Ernst Gerdes Verlag, Preetz/Holstein 1968.
- Günter Prochnow (Hrsg.): Die deutsche Marine. 7. Jahrgang 1969/70. Ernst Gerdes Verlag, Preetz/Holstein 1969.
- Günter Prochnow (Hrsg.): Die deutsche Marine. 8. Jahrgang 1970/71. Ernst Gerdes Verlag, Preetz/Holstein 1970.

Von dem 3. Jahrgang an wurden Werbeanzeigen der maritimen Industrie in den Bänden gedruckt.
Aufbau und inhaltliche Struktur der Jahrbücher wurde über die acht Jahre des Erscheinens beibehalten. Der Umfang nahm bis zum 8. Jahrgang auf 110 Seiten zu.
Die Reihe wurde mit der Ausgabe 1970/71 eingestellt und mit dem Jahrbuch der deutschen Marine vereinigt.

## Ausgaben des Jahrbuchs der deutschen Marine
Ist in den Tabellen kein Autor genannt, sind die Artikel den Herausgebern und den genannten Mitarbeitern als Verfasser zuzuordnen.
Seiten, die in den Tabellen nicht aufgeführt sind, enthalten Abbildungen oder Werbung, die überwiegend von der Rüstungs- und Schiffbauindustrie, Brauereien und Verlagen geschaltet wurde.

### Jahrbuch der deutschen Marine, Folge 1
- Egbert Thomer, Jürgen Rhades (Hrsg.): Jahrbuch der deutschen Marine, Folge 1. 10 Jahre Bundesmarine. Carl Schünemann Verlag, Bremen 1965.

Der Band wird als „Jahrbuch der deutschen Marine 1966“, in der DNB auch „10 Jahre Bundesmarine“ bezeichnet.
| Autor             | Inhalt                                                                                           | Seiten |
| ----------------- | ------------------------------------------------------------------------------------------------ | ------ |
| Karl-Adolf Zenker | Geleitwort des Inspekteurs der Marine, Vizeadmiral Karl-Adolf Zenker                             | 5      |
|                   | I. Kapitel „Das Bündnis“                                                                         |        |
| Karl-Adolf Zenker | Das Bündnis und die deutsche Marine                                                              | 8–12   |
|                   | Die atlantischen Partner                                                                         | 15–20  |
|                   | II. Kapitel „Zehn Jahre Bundesmarine“                                                            |        |
|                   | Die ersten Einheiten                                                                             | 22–26  |
|                   | III. Kapitel „Moderne Marine“                                                                    |        |
|                   | Planung und Organisation                                                                         | 28–34  |
|                   | Personal und Laufbahnen                                                                          | 36–45  |
|                   | Reservisten                                                                                      | 46–48  |
|                   | IV. Kapitel „Blick in die Flotte“                                                                |        |
|                   | Reise um die Welt                                                                                | 51–56  |
|                   | Zerstörer und Fregatten                                                                          | 57–61  |
|                   | Mit 35 Knoten durch die Nacht                                                                    | 63–66  |
|                   | Ziel im Fadenkreuz                                                                               | 67–71  |
|                   | Amphibische Streitkräfte                                                                         | 73–75  |
|                   | Deutsche Marineflieger                                                                           | 77–81  |
|                   | Minen in Planquadrat 2877                                                                        | 83–85  |
|                   | Schiffsliste (Stand: 1. Juni 1965)                                                               | 86–92  |
|                   | Aus der Chronik der Marine 1956–1966                                                             | 93–96  |
|                   | Die deutsche Marine (Abbildungen aller Schiffs- und Bootsklassen sowie Flugzeuge mit Grunddaten) | 97–104 |
|                   | Kommando-, Erkennungs-, Dienstgrad- und Laufbahnabzeichen                                        | 105    |

### Jahrbuch der deutschen Marine, Folge 2
- Egbert Thomer, Jürgen Rhades (Hrsg.): Jahrbuch der deutschen Marine, Folge 2. Carl Schünemann Verlag, Bremen 1966.

Der Band wird als „Jahrbuch der deutschen Marine 1967“ bezeichnet.
| Autor             | Inhalt                                                                                           | Seiten |
| ----------------- | ------------------------------------------------------------------------------------------------ | ------ |
| Karl-Adolf Zenker | Geleitwort des Inspekteurs der Marine, Vizeadmiral Karl-Adolf Zenker                             | 7      |
|                   | Deutscher Flotten-Aufbau                                                                         | 11–17  |
|                   | Marineamt Wilhelmshaven                                                                          | 19–21  |
|                   | Erziehung und Bildung in der Marine                                                              | 22–27  |
|                   | Ausbildung zum Admiralstabsoffizier                                                              | 29–31  |
|                   | Marineschule Mürwik                                                                              | 32–35  |
|                   | Hohe Schule der Unteroffiziere                                                                   | 36–39  |
|                   | Die Flotte fliegt                                                                                | 41–43  |
|                   | Flugzeuge der Marineflieger                                                                      | 44     |
|                   | Zerstörer der Bundesmarine                                                                       | 46–50  |
|                   | Führung und Einsatz der S-Boote                                                                  | 52–55  |
|                   | Moderne U-Boot-Waffe                                                                             | 56–58  |
|                   | Kadettentörn auf der „Gorch Fock“                                                                | 61–65  |
|                   | Die Versorgungsflottille                                                                         | 66–68  |
|                   | Sanitätsdienst an Bord                                                                           | 70–73  |
|                   | Die Baltische Flotte und ihre Satelliten                                                         | 74–78  |
|                   | Die Chronik des Jahres 1966                                                                      | 79–80  |
|                   | Die deutsche Marine (Abbildungen aller Schiffs- und Bootsklassen sowie Flugzeuge mit Grunddaten) | 81–88  |
|                   | Flottentafel (mit Seitenrissen)                                                                  | 90–88  |
|                   | Schiffsliste (Stand: 1. Juni 1965)                                                               | 86–93  |
|                   | Kommando-, Erkennungs-, Dienstgrad- und Laufbahnabzeichen                                        | 94     |
|                   | Brustabzeichen für Spezialisten der Marine                                                       | 95     |
|                   | Schiffsliste der Bundesmarine (Stand: 1. Dezember 1966)                                          | 96–102 |

### Jahrbuch der deutschen Marine, Folge 3
- Egbert Thomer, Jürgen Rhades (Hrsg.): Jahrbuch der deutschen Marine 1968, Folge 3. Carl Schünemann Verlag, Bremen 1967.

Der Band entstand unter Mitarbeit von G. Taube, J. Ullmann, P. Schmalenbach und J. Franke.
| Autor           | Inhalt                                                             | Seiten |
| --------------- | ------------------------------------------------------------------ | ------ |
| Gert Jeschonnek | Geleitwort des Inspekteurs der Marine, Vizeadmiral Gert Jeschonnek | 7      |
|                 | Die Bundesmarine im Jahre 1968                                     | 9–15   |
|                 | Flotten der Welt                                                   | 17–32  |
|                 | Laufbahnen im blauen Rock                                          | 33–39  |
|                 | Drei Lenkwaffenzerstörer                                           | 42–44  |
|                 | Das U-Boot in der deutschen Flotte                                 | 45–49  |
|                 | Flugzeugträger in zehn Flotten der Welt                            | 51–55  |
|                 | Internationale Schnellboot-Flotte                                  | 57–62  |
|                 | Deutsche Schnellboote                                              | 63–69  |
|                 | Die Roten Marineflieger                                            | 70–73  |
|                 | Die Chronik des Jahres 1966/67 (November 1966 bis Oktober 1967)    | 75–78  |
|                 | Kommando- und Erkennungszeichen der Marine                         | 80     |
|                 | Brustabzeichen für Spezialisten der Marine                         | 81     |
|                 | Schiffsliste der Bundesmarine (Stand: 31. Dezember 1967)           | 82–90  |

### Jahrbuch der deutschen Marine, Folge 4
- Egbert Thomer, Jürgen Rhades (Hrsg.): Jahrbuch der deutschen Marine, Folge 4. Carl Schünemann Verlag, Bremen 1968, ISBN 978-3-7961-4297-0.

Der Band wird als „Jahrbuch der deutschen Marine 1969“ bezeichnet und entstand unter Mitarbeit von J. Franke, K. Herrmann, H. Lorenz, F. Ruge, P. Schmalenbach und G.D. Schneider.
| Autor           | Inhalt                                                             | Seiten  |
| --------------- | ------------------------------------------------------------------ | ------- |
| Gert Jeschonnek | Geleitwort des Inspekteurs der Marine, Vizeadmiral Gert Jeschonnek | 7       |
|                 | Die deutsche Marine heute und morgen                               | 9–18    |
|                 | Schutz der nassen Flanke                                           | 19–24   |
|                 | Seerüstung hinter dem Eisernen Vorhang                             | 25–31   |
|                 | Vor 50 Jahren: Scapa Flow                                          | 33–37   |
|                 | Das Flugzeug im Seekrieg                                           | 38–43   |
|                 | Seevermessung in der deutschen Marine (1848–1946)                  | 44–53   |
|                 | Die 6. US-Flotte zwischen Bosporus und Nizza                       | 54–62   |
|                 | Der Admiralstabsoffizier in Vergangenheit und Gegenwart            | 63–70   |
|                 | Marine und Logistik                                                | 71–82   |
|                 | Minensuchboote gestern und heute                                   | 83–87   |
|                 | Kernenergieforschungsschiff „Otto Hahn“                            | 88–91   |
|                 | Deutsche Handelsflotte im internationalen Wettbewerb               | 92–95   |
|                 | Kommando- und Erkennungszeichen der Marine                         | 96      |
|                 | Brustabzeichen für Spezialisten der Marine                         | 97      |
|                 | Schiffsliste der Bundesmarine (Stand: 31. Dezember 1968)           | 98–106  |
|                 | Die Chronik des Jahres 1967/68 (November 1967 bis Oktober 1968)    | 107–109 |
|                 | Kleines NATO-Abc                                                   | 110–111 |
|                 | Schiffbezeichnungen der NATO                                       | 112     |

### Jahrbuch der deutschen Marine, Folge 5
- Egbert Thomer, Jürgen Rhades (Hrsg.): Jahrbuch der deutschen Marine, Folge 5. Carl Schünemann Verlag, Bremen 1969.

Der Band wird als „Jahrbuch der deutschen Marine 1970“ bezeichnet. Als Autoren wirkten mit: Ottmar Heydecke, Jörg Langenbeck, Georg Lechner, Heinrich Lorenz, Wolfgang Oehrl, Rolf Pöhler, Artur Queisler, Friedrich Remde, G.D. Schneider und Gerhard Wollien.
| Autor           | Inhalt                                                                                | Seiten  |
| --------------- | ------------------------------------------------------------------------------------- | ------- |
| Gert Jeschonnek | Geleitwort des Inspekteurs der Marine, Vizeadmiral Gert Jeschonnek                    | 7       |
|                 | Die deutsche Marine der 70er Jahre                                                    | 9–15    |
|                 | 25 Jahre nach 1945                                                                    | 16–23   |
|                 | Von der Galeone zur Fregatte 70                                                       | 24–31   |
|                 | Der Weg zur Flugkörper-Fregatte 121                                                   | 32–39   |
|                 | Seenotfall „Gemma“                                                                    | 40–41   |
|                 | Meeresforschung im Verteidigungsbereich                                               | 42–47   |
|                 | Kämpfende „Computer“                                                                  | 48–53   |
|                 | Moderne Waffensysteme auf Zerstörern und Fregatten und ihr Einfluss auf den Schiffbau | 54–64   |
|                 | F-104 G greifen Zerstörer an                                                          | 67–71   |
|                 | Der Schiffswaffenoffizier                                                             | 72–79   |
|                 | Materialerhaltung in der Marine                                                       | 81–85   |
|                 | Marineflieger                                                                         | 87–94   |
|                 | Zerstörer „Lütjens“ in der Karibik                                                    | 95–102  |
|                 | Marinedivisionen an Nord- und Ostsee                                                  | 103–113 |
|                 | Handelsschiffahrt auf der Woge der Konjunktur                                         | 114–120 |
|                 | Die Häfen in Bremerhaven                                                              | 121–127 |
|                 | Das modernste Fahrgastschiff der Welt                                                 | 129–133 |
|                 | Die Chronik des Jahres 1968/69 (November 1968 bis Oktober 1969)                       | 134–137 |
|                 | Kommando- und Erkennungszeichen der Marine                                            | 138     |
|                 | Brustabzeichen für Spezialisten der Marine                                            | 139     |
|                 | Schiffsliste der Bundesmarine (Stand: 1. Oktober 1969)                                | 140–148 |
|                 | Kleines NATO-Abc                                                                      | 150–151 |
|                 | Bezeichnungen deutscher Schiffe und Flugzeuge                                         | 152     |

### Jahrbuch der deutschen Marine, Folge 6
- Egbert Thomer, Jürgen Rhades (Hrsg.): Jahrbuch der deutschen Marine, Folge 6. Carl Schünemann Verlag, Bremen 1970, ISBN 3-7961-4274-5.

Der Band wird als „Jahrbuch der deutschen Marine 1971“ bezeichnet. Als Autoren wirkten mit: Joachim Francke, Hans-Joachim Fried, Wolfgang Hübner, Günther Koerbel, Hans-Dietrich Karich (später Kommandeur der Landungsbootgruppe), Peter Laabs, Dieter Weigel, Joachim Wilcke und Heinz Wilde.
| Autor                | Inhalt | Seiten  |
| -------------------- | --- | ------- |
| Gert Jeschonnek      | Geleitwort des Inspekteurs der Marine                                                                             | 7       |
|                      | Flottenrevue | 9–16    |
|                      | Seemacht und Politik                                                                                              | 17–30   |
|                      | Schallwellen jagen U-Boote                                                                                        | 32–38   |
|                      | Boot mit Höhenmesser                                                                                              | 40–43   |
|                      | MIZ – Das Gedächtnis der Marine-Logistik                                                                          | 44–49   |
| Hans-Dietrich Karich | Landung im Morgengrauen                                                                                           | 50–58   |
|                      | Neue Marineflugzeuge                                                                                              | 60–64   |
|                      | Technik in den See-Luft-Streitkräften                                                                             | 66–77   |
|                      | Marineführungsdienste                                                                                             | 78–90   |
|                      | Automatisierte Führungssysteme                                                                                    | 91–99   |
|                      | Rollbahn See wird verbreitert                                                                                     | 100–105 |
|                      | Marine in der Öffentlichkeit                                                                                      | 106–110 |
|                      | Die Taktik der Überwasserstreitkräfte in ihrer Abhängigkeit von Stand und Entwicklungstendenzen der Waffentechnik | 112–116 |
|                      | Handelsflotten | 118–121 |
|                      | Die Chronik des Jahres 1969/70 (November 1969 bis Oktober 1970)                                                   | 122–126 |
|                      | Kommando- und Erkennungszeichen der Marine                                                                        | 128     |
|                      | Brustabzeichen für Spezialisten der Marine                                                                        | 129     |
|                      | Schiffsliste der Bundesmarine (Stand: 1. Oktober 1970)                                                            | 130–138 |
|                      | Kleines NATO-Abc                                                                                                  | 139–140 |
|                      | Bezeichnungen deutscher Schiffe und Flugzeuge                                                                     | 141     |

### Jahrbuch der deutschen Marine, Folge 7
- Jürgen Rhades (Hrsg.): Jahrbuch der deutschen Marine, Folge 7. Carl Schünemann Verlag, Bremen 1971, ISBN 3-7961-4290-7.

Auf dem Titelblatt des Jahrbuchs für 1972 ist vermerkt, das es „vereinigt mit «Die deutsche Marine»“ erscheint.
Die Schiffsliste wird erstmals detailliert wie es bislang in Die deutsche Marine der Fall gewesen war, dargestellt.
| Autor                   | Inhalt | Seiten  |
| ----------------------- | --- | ------- |
| Heinz Kühnle            | Geleitwort (des Inspekteurs der Marine)                                                                      | 7       |
| Jürgen Rahdes           | Blick in die Marine                                                                                          | 9–23    |
| Günter Prochnow         | Fremde Flotten                                                                                               | 24–37   |
| Artur Queisler          | Die Entwicklung der Sowjetunion zur Seemacht                                                                 | 38–45   |
| Artur Queisler          | Die Bundesmarine unter Bermudasegeln                                                                         | 47–50   |
| Georg Poppinga          | Taucher der Bundesmarine                                                                                     | 53–63   |
| Volker Liebeneiner      | U-Boot-Fahrer – ein hartes Brot                                                                              | 65–73   |
| Helmut Kampe            | Abschied vom Flugboot                                                                                        | 75–84   |
| Jo McFly                | Eiserne Hochzeit – Flugzeug und Schiff                                                                       | 87–91   |
| Jürgen Rhades           | Probleme der Menschenführung an Bord moderner Kriegsschiffe                                                  | 92–98   |
| Friedrich Remde         | Manöverplanung – Moderne Stabsarbeit                                                                         | 99–104  |
| Gerd-Dietrich Schneider | Handelsschiffahrt auf schwierigem Kurs                                                                       | 105–109 |
|                         | Die Chronik des Jahres 1970/71 (November 1970 bis Oktober 1971)                                              | 110–116 |
|                         | Stellenbesetzung (Stand: 1. August 1971; auch Versetzungen, Ernennungen, Beförderungen und Zurruhesetzungen) | 117–119 |
|                         | Gliederung der See- und Seeluftstreitkräfte (auch Stapelläufe, Außerdienststellungen)                        | 120–123 |
|                         | Dienstgrad-, Laufbahn-, Dienstzweig- und Tätigkeitsabzeichen in der Marine                                   | 124     |
|                         | Kommando- und Erkennungszeichen der Marine                                                                   | 125     |
|                         | Brustabzeichen für Spezialisten der Marine                                                                   | 125     |
|                         | Schiffsliste der Bundesmarine – Flugzeuge der Seeluftstreitkräfte (Stand: 1. Juli 1971)                      | 126–140 |
|                         | Schiffs- und Flugzeugskizzen                                                                                 | 141–154 |

### Jahrbuch der deutschen Marine, Folge 8
- Jürgen Rhades (Hrsg.): Jahrbuch der deutschen Marine, Folge 8. Carl Schünemann Verlag, Bremen 1972, ISBN 3-7961-4297-4.

Nur im Innenumschlag wird erwähnt, dass es sich um das Jahrbuch für 1973 handelt.
| Autor                   | Inhalt | Seiten  |
| ----------------------- | --- | ------- |
| Heinz Kühnle            | Geleitwort (des Inspekteurs der Marine)                                                                                 | 7       |
| Georg Leber             | Sicherheit und Entspannung                                                                                              | 9–14    |
| Carlheinz Vorsteher     | Zur Konzeption der deutschen Marine                                                                                     | 15–22   |
| Günter Prochnow         | Fremde Flotten | 25–38   |
| Hermann Neuber          | SAR – Der Such- und Rettungsdienst der Bundesmarine                                                                     | 39–46   |
| Bernd Wagner            | Das Modellversuchswesen im Schiffbau                                                                                    | 47–54   |
| Friedrich A. Koehler    | Nachrichtentechnik in der Marine                                                                                        | 55–64   |
|                         | Mit der „Deutschland“ auf großer Fahrt (Aus dem Bordbuch der Besatzung)                                                 | 65–79   |
| Karl-Hermann Friedrich  | Neuordnung der Ausbildung und Bildung in den Streitkräften                                                              | 81–84   |
| Werner Ribbrock         | Der Schiffsversorgungsoffizier                                                                                          | 85–96   |
| Volker Hausbeck         | Die Ostsee – nur ein Binnenmeer?                                                                                        | 97–105  |
| Rolf Güth               | Vor fünfzig Jahren – 3. Juni 1923                                                                                       | 107–112 |
| Gerd-Dietrich Schneider | Blick in die Handelsschiffahrt                                                                                          | 113–118 |
|                         | Die Chronik des Jahres 1971/72 (November 1971 bis September 1972)                                                       | 119–128 |
|                         | Gliederung und Besetzung der Führungsspitze der Marine (auch Zurruhesetzungen, Versetzungen/Ernennungen, Beförderungen) | 129–131 |
|                         | Gliederung der See- und Seeluftstreitkräfte (auch Stapelläufe, Indienststellungen, Außerdienststellungen)               | 132–133 |
|                         | Dienstgrad-, Laufbahn-, Dienstzweig- und Tätigkeitsabzeichen in der Marine                                              | 134     |
|                         | Kommando- und Erkennungszeichen der Marine                                                                              | 135     |
|                         | Brustabzeichen für Spezialisten der Marine                                                                              | 135     |
|                         | Schiffsliste der Bundesmarine – Flugzeuge der Seeluftstreitkräfte (Stand: 1. Juli 1971)                                 | 136–150 |
|                         | Schiffs- und Flugzeugskizzen                                                                                            | 151–161 |

### Jahrbuch der deutschen Marine, Folge 9
- Jürgen Rhades (Hrsg.): Jahrbuch der deutschen Marine, Folge 9. Carl Schünemann Verlag, Bremen 1973, ISBN 3-7961-4307-5.

Nur im Innenumschlag wird erwähnt, dass es sich um das Jahrbuch für 1974 handelt.
| Autor                       | Inhalt | Seiten  |
| --------------------------- | --- | ------- |
| Heinz Kühnle                | Geleitwort (des Inspekteurs der Marine)                                                                                 | 7       |
| Georg Leber                 | Verteidigung und Verständigung                                                                                          | 9–11    |
| Armin Zimmermann            | Die Neuordnung von Ausbildung und Bildung in den Streitkräften                                                          | 13–21   |
| Jürgen Rhades               | Blick in die Marine | 23–34   |
|                             | Fremde Flotten | 35–48   |
| Heinrich Lorenz             | Kleine Typologie der Seestreitkräfte                                                                                    | 49–69   |
| Volker Hausbeck             | Die 3. Dimension – Marineflieger in Ost und West                                                                        | 71–80   |
| Artur Queisler              | Der Hafenkapitän | 81–89   |
| Jürgen Rhades               | Das Porträt: Der Erste Offizier                                                                                         | 91–96   |
| Ernst-Bernhard von Studnitz | Wilhelmshaven: Bild einer Marinegarnison                                                                                | 97–101  |
| Georg Popp                  | Das Kriegsschiff im Spiegel der Philatelie                                                                              | 103–114 |
| Rolf Güth                   | Vor 40 Jahren: Die Panzerschiffe und die Konzeption der Atlantikkriegführung der deutschen Marineleitung                | 116–124 |
| Ulrich Csisnik              | Personalführung in der Marine                                                                                           | 125–138 |
| Gerd-Dietrich Schneider     | Blick in die Handelsschiffahrt                                                                                          | 139–147 |
|                             | Die Chronik des Jahres 1972/73 (Oktober 1972 bis September 1973)                                                        | 149–155 |
|                             | Gliederung und Besetzung der Führungsspitze der Marine (auch Zurruhesetzungen, Versetzungen/Ernennungen, Beförderungen) | 156–157 |
|                             | Gliederung der See- und Seeluftstreitkräfte (auch Stapelläufe, Indienststellungen, Außerdienststellungen)               | 158–160 |
|                             | Dienstgrad-, Laufbahn- und Tätigkeitsabzeichen                                                                          | 161     |
|                             | Kommando- und Erkennungszeichen                                                                                         | 162     |
|                             | Schiffs-, Flugzeug- und Waffenlisten (Stand: 1. Oktober 1973)                                                           | 163–177 |
|                             | Schiffsskizzen | 178–186 |
|                             | Flugzeugskizzen | 187–188 |

### Jahrbuch der deutschen Marine, Folge 10
- Jürgen Rhades (Hrsg.): Jahrbuch der deutschen Marine, Folge 10. Carl Schünemann Verlag, Bremen 1974, ISBN 3-7961-4323-7.

Nur im Innenumschlag wird erwähnt, dass es sich um das Jahrbuch für 1975 handelt.
| Autor                   | Inhalt | Seiten  |
| ----------------------- | --- | ------- |
| Heinz Kühnle            | Geleitwort (des Inspekteurs der Marine)                                                                                 | 7       |
| Georg Leber             | 25 Jahre Atlantische Allianz                                                                                            | 9–12    |
| Armin Zimmermann        | Die neue Wehrstruktur                                                                                                   | 13–18   |
| Jürgen Rhades           | Fremde Flotten | 19–31   |
| Hans J. Meyer-Höper     | Die Ständige Einsatzgruppe Flotte (SEF): Vom Wellenreiter 71 bis Delphin 74                                             | 33–41   |
| Wolfgang Guthmann       | Im Geschwader des Grafen Zeppelin                                                                                       | 43–51   |
| Günter Zirkmann         | Die neue Organisation der Marine                                                                                        | 53–65   |
| Horst Heinl             | Der Fähnrichsoffizier – Führer, Ausbilder und Erzieher junger Offizieranwärter in der Marine                            | 67–73   |
| Iven Geerk              | Ein Flugdiensttag in der „Technik“ eines Marinefliegergeschwaders                                                       | 75–79   |
| Herbert Ploetz          | Studenten in Uniform | 81–85   |
| Winfried Battke         | Minentaucher | 87–95   |
| Horst Heinl             | Porträt einer Marinestadt: FLENSBURG                                                                                    | 97–102  |
| Friedrich Ruge          | Vor 30 Jahren: Marine 1945                                                                                              | 103–110 |
| Heinrich Lorenz         | Vor 70 Jahren: Die Seeschlacht von Tsushima                                                                             | 111–120 |
| Gerd-Dietrich Schneider | Blick in die Handelsschiffahrt                                                                                          | 121–132 |
|                         | Die Chronik des Jahres 1973/74 (Oktober 1973 bis September 1974)                                                        | 133–140 |
|                         | Gliederung und Besetzung der Führungsspitze der Marine (auch Zurruhesetzungen, Versetzungen/Ernennungen, Beförderungen) | 141–142 |
|                         | Gliederung der See- und Seeluftstreitkräfte (auch Stapelläufe, Indienststellungen, Außerdienststellungen)               | 143–145 |
|                         | Dienstgrad-, Laufbahn- und Tätigkeitsabzeichen. Laufbahn- und Sonderausbildungsabzeichen der Marine.                    | 146     |
|                         | Kommando- und Erkennungszeichen. Brustabzeichen für Spezialisten der Marine. Besondere Leistungsabzeichen.              | 147     |
|                         | Schiffs-, Flugzeug- und Waffenlisten (Stand: 1. Oktober 1974)                                                           | 148–162 |
|                         | Schiffsskizzen | 163–171 |
|                         | Flugzeugskizzen | 172–173 |

### Jahrbuch der deutschen Marine, Folge 11
- Jürgen Rhades (Hrsg.): Jahrbuch der deutschen Marine, Folge 11. Carl Schünemann Verlag, Bremen 1975.

Es handelt sich um das Jahrbuch für 1976, was in dem Band jedoch nur im Geleitwort des Inspekteurs der Marine erwähnt wird.
| Autor                   | Inhalt | Seiten  |
| ----------------------- | --- | ------- |
| Günter Luther           | Geleitwort (des Inspekteurs der Marine)                                                                                 | 7       |
| Friedrich Ruge          | Bundesmarine 1956 – 1976                                                                                                | 9–16    |
| Günter Luther           | Rüstungsplanung der Marine                                                                                              | 18–25   |
| Kay Wohlsen             | Berufsnahe Verwendung in der Marine                                                                                     | 26–30   |
| Carl-Heinz Conrad       | Hubschrauber – Nesthocker unserer Marine?                                                                               | 32–40   |
| Dieter Wellershoff      | Der Kommandant | 42–50   |
| Günter Dobenecker       | Ausbildung von Offizieranwärtern und Offizieren an der Marineschule Mürwik                                              | 52–59   |
| Klaus Tschiersch        | Die Seetaktische Lehrgruppe                                                                                             | 60–69   |
| Heinrich Lorenz         | Als deutscher Seeoffizier in einem NATO-Stab                                                                            | 71–77   |
| Jürgen Rhades           | Als ich dereinst ein kleiner Fähnrich war                                                                               | 78–85   |
| Peter Krüger            | Porträt einer Marinestadt: Kiel – Stadt an der Förde                                                                    | 86–92   |
| Gerd-Dietrich Schneider | Blick in die Handelsschiffahrt                                                                                          | 94–102  |
| Horst Heinl             | Handelsmarine – Bundesmarine: Partnerschaft auf See und an Land                                                         | 103–108 |
|                         | Aus der Chronik der Marine 1956 – 1976                                                                                  | 109–115 |
|                         | Gliederung und Besetzung der Führungsspitze der Marine (auch Zurruhesetzungen, Versetzungen/Ernennungen, Beförderungen) | 116–117 |
|                         | Gliederung der See- und Seeluftstreitkräfte (auch Stapelläufe, Indienststellungen, Außerdienststellungen)               | 118–120 |
|                         | Dienstgrad-, Laufbahn- und Tätigkeitsabzeichen. Laufbahn- und Sonderausbildungsabzeichen der Marine.                    | 122     |
|                         | Kommando- und Erkennungszeichen. Brustabzeichen für Spezialisten der Marine. Besondere Leistungsabzeichen.              | 123     |
|                         | Schiffs-, Flugzeug- und Waffenlisten (Stand: 1. Oktober 1975)                                                           | 124–138 |
|                         | Schiffsskizzen | 139–147 |
|                         | Flugzeugskizzen | 148–149 |

### Jahrbuch der Marine, Folge 12
- Jürgen Rhades (Hrsg.): Jahrbuch der Marine, Folge 12. Wehr & Wissen, Koblenz/Bonn 1976, ISBN 3-8033-0257-9.

Auf dem inneren Titelblatt wird der Band der Folge 12 mit der Jahreszahl „1976/77“ versehen.
Die in den ersten 11 Folgen am Ende der Jahrbücher überwiegend zusammengefasst gedruckten Werbeanzeigen sind von Folge 12 an in ihrer Mehrzahl über die Artikel des Buches verstreut.
| Autor                       | Inhalt | Seiten  |
| --------------------------- | --- | ------- |
| Jürgen Rhades               | Vorwort des Herausgebers                                                                                                | 7       |
| Herbert Graf                | Die Europäische Gruppe in der NATO (EUROGROUP)                                                                          | 8–13    |
| Kurt Hofferbert             | Der Weg zur Fregatte 122                                                                                                | 14–25   |
| Albrecht Schnarke           | Waffen und Waffenentwicklungen in der deutschen Marine nach 1945                                                        | 26–41   |
| Manfred Weiss               | Marine-Flugabwehr: Stand und Ausblick                                                                                   | 42–49   |
| Fritz Noblé                 | Moderne Führungssysteme in der Marine                                                                                   | 50–55   |
| Ernst Otto                  | 20 Jahre Marinefliegerdivision                                                                                          | 56–73   |
| Walter Jablonski            | Die Ubootwaffe – eine Bestandsaufnahme                                                                                  | 74–83   |
| Ulrich-Joachim Schulz-Torge | Sowjetischer Kriegsschiffbau 1970 bis 1976                                                                              | 84–97   |
| Hellmut Suikat              | Nutzung und Schutz der Rohstoffe aus dem Meer                                                                           | 98–105  |
| Horst Heinl                 | Die neue Unteroffizierausbildung in der Marine                                                                          | 106–115 |
| Hans Frank                  | Das Porträt: Der Schiffsoperationsoffizier                                                                              | 116–123 |
| Klaus Pfannmöller           | Minensuchen – Minenjagen                                                                                                | 124–131 |
| Carl-Heinz Conrad           | Die Dame mit dem aufgelegten Rouge                                                                                      | 132–139 |
|                             | Chronik der Jahre 1975/1976 (Oktober 1975 bis September 1976)                                                           | 140–147 |
|                             | Interview mit Friedrich Rohlfing: 85 Jahre Deutscher Marinebund e. V.                                                   | 148     |
|                             | Gliederung und Besetzung der Führungsspitze der Marine (auch Zurruhesetzungen, Versetzungen/Ernennungen, Beförderungen) | 150     |
|                             | Gliederung der See- und Seeluftstreitkräfte (auch Stapelläufe, Indienststellungen, Außerdienststellungen)               | 151–153 |
|                             | Schiffs-, Flugzeug- und Waffenlisten (Stand: 1. Oktober 1976)                                                           | 154–155 |
|                             | Schiffsskizzen | 156–163 |
|                             | Flugzeugskizzen | 164–165 |
|                             | Schiffs-, Flugzeug- und Waffenlisten                                                                                    | 166–177 |
|                             | Kommando- und Erkennungszeichen. Brustabzeichen für Spezialisten der Marine. Besondere Leistungsabzeichen.              | 178     |
|                             | Dienstgrad-, Laufbahn- und Tätigkeitsabzeichen. Laufbahn- und Sonderausbildungsabzeichen der Marine.                    | 179     |

### Jahrbuch der Marine, Folge 13
- Jürgen Rhades (Hrsg.): Jahrbuch der Marine, Folge 13. Wehr & Wissen, Koblenz/Bonn 1978, ISBN 3-8033-0275-7.

Auf dem inneren Titelblatt wird der Band der Folge 13 mit der Jahreszahl „1978“ versehen.
Aus dem Vorwort des Herausgebers:

„1978 erscheint das Jahrbuch der Marine nunmehr zum 13. Male in ununterbrochener Folge. Es ist damit, ohne Übertreibung, zum Spiegelbild des Werdens und Wachsens unserer Marine geworden. Doch will dieses Buch mehr sein als nur eine aktuelle und auf das jeweilige Jahr bezogene Dokumentation dieser Teilstreitkraft.“

| Autor                                | Inhalt | Seiten  |
| ------------------------------------ | --- | ------- |
| Jürgen Rhades                        | Vorwort des Herausgebers                                                                                   | 11      |
| Jürgen Voßberg                       | Gedanken zur neuen Form der Bordorganisation auf Kampfschiffen und -booten                                 | 12–19   |
| Rolf Boehe                           | Gasturbinen für Kriegsschiffe                                                                              | 20–31   |
| Hans-Dieter Freyschmidt, Urs Heßling | Die Nationale Volksmarine der Deutschen Demokratischen Republik                                            | 32–36   |
|                                      | Tornado: Drei Länder – ein Programm                                                                        | 40–49   |
| Hans Frank                           | Schnellboote der neuen Generation                                                                          | 50–59   |
| Jürgen Voßberg                       | Der STO als Leiter der Schiffstechnischen Gefechtsausbildung                                               | 60–65   |
| Dirk Brodowski                       | Der Schiffstechnische Offizier                                                                             | 66–70   |
| Carl-Heinz Conrad                    | Herbe Schönheit                                                                                            | 72–81   |
| Helmut Berndt                        | Die Nordflanke der NATO                                                                                    | 82–86   |
| Friedhelm Kuhlen                     | Öffentlichkeit und Marine                                                                                  | 88–95   |
| Jürgen Marschall                     | Entstehung einer Marinegarnison: Olpenitz                                                                  | 96–100  |
| Kurt Hofferbert                      | Urlaubsvertreter auf einem Kümo                                                                            | 102–108 |
| Jürgen Rhades                        | Tradition und ihr Selbstverständnis in der deutschen Marine                                                | 109–115 |
| Werner Fuchs                         | Die letzten Seekadetten der Kriegsmarine auf der „NORDLAND“ und ihre letzte Fahrt                          | 116–123 |
| Andreas Wiese                        | Blick auf die deutsche Handelsschiffahrt, Stand der Zusammenarbeit mit der Marine                          | 124–129 |
| S. Korff                             | Das Firmenporträt: BLOHM + VOSS 100 Jahre Partner der Marine                                               | 130–135 |
| Edgar Nießen                         | Die Erprobungsstelle 71                                                                                    | 136–142 |
|                                      | Chronik der Jahre 1976/1977 (Oktober 1976 bis Dezember 1977)                                               | 144–156 |
|                                      | Personalveränderungen und Beförderungen in der Marine                                                      | 158     |
|                                      | Gliederung und Besetzung der Führungsspitze der Marine (Stand 1. Januar 1978)                              | 159     |
|                                      | Gliederung der See- und Seeluftstreitkräfte (auch Stapelläufe, Indienststellungen, Außerdienststellungen)  | 160–163 |
|                                      | Schiffs-, Flugzeug- und Waffenlisten (Stand: 1. Januar 1978)                                               | 164–165 |
|                                      | Schiffsskizzen                                                                                             | 166–175 |
|                                      | Flugzeugskizzen                                                                                            | 175–176 |
|                                      | Schiffs-, Flugzeug- und Waffenlisten (Stand: 1. Oktober 1976)                                              | 178–190 |
|                                      | Kommando- und Erkennungszeichen. Brustabzeichen für Spezialisten der Marine. Besondere Leistungsabzeichen. | 194     |
|                                      | Dienstgrad-, Laufbahn- und Tätigkeitsabzeichen. Laufbahn- und Sonderausbildungsabzeichen der Marine.       | 195     |

### Jahrbuch der Marine, Folge 14
- Jürgen Rhades (Hrsg.): Jahrbuch der Marine, Folge 14. Wehr & Wissen, Koblenz/Bonn 1980, ISBN 3-8033-0289-7.

Auf dem inneren Titelblatt wird der Band der Folge 14 mit der Jahreszahl „1980“ versehen.
| Autor                        | Inhalt | Seiten  |
| ---------------------------- | --- | ------- |
| Jürgen Rhades                | Vorwort des Herausgebers                                                                                  | 11      |
| Klaus-Jürgen Steindorff      | Die Konzeption der Marine und ihre Rüstungsplanung                                                        | 12–16   |
| Hans Frank                   | Das Schnellboot 143 A Nachfolge für die ZOBEL-Klasse                                                      | 18–27   |
| Hans-Frank                   | Die Ölversorgung der Bundesrepublik Deutschland – auch ein maritimes Problem                              | 28–35   |
| Hans-Joachim Unbehau         | Das internationale Seerecht                                                                               | 36–46   |
| Jürgen Voßberg               | Schiffssicherung in der Flotte heute und morgen – eine Aufgabe für jeden Mann an Bord                     | 48–59   |
| Hans Förster                 | Gedanken zur Personalintegration bei der Gestaltung marinespezifischer Waffensysteme                      | 60–68   |
| Manfred H. Rother            | Bordgestützte Hubschrauber – moderne Waffensysteme für den Seekrieg                                       | 70–78   |
| Horst Heinl                  | Das Porträt: Der Stützpunktkommandeur                                                                     | 80–85   |
| Herbert Ploetz               | Sechs Jahre Hochschulen der Bundeswehr                                                                    | 86–92   |
| Rolf Boehe                   | Ein Blick in die deutsche Werftindustrie                                                                  | 94–112  |
| Ulrich-Joachim Schultz-Torge | Die Marinefliegerkräfte der sowjetischen Kriegsflotte                                                     | 114–123 |
| Friedrich Ruge               | Die deutsche Kriegsmarine an der Schwelle des Zweiten Weltkrieges (Auszug aus Ruge: „In vier Marinen“)    | 124–130 |
| Jürgen Rhades                | Das Kriegstagebuch (KTB)                                                                                  | 131–137 |
| Max F. Kaumann               | Blick in die Handelsschiffahrt                                                                            | 138–143 |
| Max F. Kaumann               | Roll-on-/Roll-off-Schiffe in West und Ost                                                                 | 144–149 |
| D. Ellmers                   | Das Deutsche Schiffahrtsmuseum in Bremerhaven                                                             | 150–155 |
|                              | Chronik 1978/1979 (Januar 1978 bis November 1979)                                                         | 156–167 |
|                              | Personalveränderungen und Beförderungen in der Marine                                                     | 168–169 |
|                              | Gliederung und Besetzung der Führungsspitze der Marine (Stand 1. Januar 1980)                             | 169–170 |
|                              | Gliederung der See- und Seeluftstreitkräfte (auch Stapelläufe, Indienststellungen, Außerdienststellungen) | 170–172 |
|                              | Schiffs-, Flugzeug- und Waffenlisten (Stand: 1. Januar 1980)                                              | 174–187 |
|                              | Schiffsskizzen                                                                                            | 188–196 |
|                              | Flugzeugskizzen                                                                                           | 197     |

### Jahrbuch der Marine, Folge 15
- Jürgen Rhades (Hrsg.): Jahrbuch der Marine, Folge 15. Bernard & Graefe Verlag, München 1981, ISBN 3-7637-5233-1.

Auf dem inneren Titelblatt wird der Band der Folge 15 mit der Jahreszahl „1981“ versehen.
| Autor                         | Inhalt | Seiten  |
| ----------------------------- | --- | ------- |
| Jürgen Rhades                 | Vorwort des Herausgebers                                                                                             | 9       |
| Ansgar Bethge                 | 25 Jahre deutsche Marine (1955 – 1980)                                                                               | 10–18   |
| Wolfgang Brost                | Minenkriegführung gestern und heute                                                                                  | 20–28   |
| Hans-Reinhard Buschhorn       | Beiträge der deutschen Industrie zur Entwicklung und Beschaffung neuer europäischer Minenabwehrsysteme               | 30–37   |
| Hans Frank                    | Die Rolle der Seestreitkräfte im Rahmen nuklear-strategischer Kräfte und ihre Beeinflussung durch SALT I und SALT II | 38–49   |
| Dieter Weigel                 | Fregatte Bremen | 50–64   |
| Hans-Joachim Unbehau          | Die Standing Naval Force Atlantic                                                                                    | 66–74   |
| Jürgen Voßberg                | Unterstützung für die Flotte: Auftrag, Organisation und Aufgaben des Marineunterstützungskommandos                   | 76–84   |
| Hans Freiherr von Stackelberg | Die Bedeutung der Segelschulschiffausbildung im Zeitalter der Technik                                                | 86–94   |
| Dietmar Sacher                | Programmierte Ausbildung in der Marine – Anspruch und Wirklichkeit                                                   | 96–103  |
| Hans Zeitz                    | Der Chef des Stabes                                                                                                  | 104–108 |
| Jan Peter Tjardts             | Moderne Navigation                                                                                                   | 110–119 |
| Max F. Kaumann                | Blick in die Handelsschiffahrt                                                                                       | 120–126 |
| Reinhart Ostertag             | Der deutsche Minenräumdienst nach 1945                                                                               | 128–135 |
| Paul Heinsius                 | Vor 40 Jahren: „Rheinübung“, ein Wendepunkt im Einsatz schwerer Seestreitkräfte                                      | 136–138 |
| Jens Barmbeck                 | Die Marine der Volksrepublik China                                                                                   | 140–147 |
|                               | Chronik 1980/1981 (Januar 1980 bis März 1981)                                                                        | 148–157 |
|                               | Personalveränderungen und Beförderungen in der Marine                                                                | 157–158 |
|                               | Gliederung und Besetzung der Führungsspitze der Marine (Stand 1. April 1981)                                         | 158–159 |
|                               | Gliederung der See- und Seeluftstreitkräfte (auch Stapelläufe, Indienststellungen, Außerdienststellungen)            | 159–161 |
|                               | Kommando- und Erkennungszeichen. Brustabzeichen für Spezialisten der Marine. Besondere Leistungsabzeichen.           | 162     |
|                               | Dienstgrad-, Laufbahn- und Tätigkeitsabzeichen. Laufbahn- und Sonderausbildungsabzeichen der Marine.                 | 163     |
|                               | Schiffs-, Flugzeug- und Waffenlisten (Stand: 1. April 1981)                                                          | 164–179 |
|                               | Schiffsskizzen | 180–187 |
|                               | Flugzeugskizzen | 188–189 |

### Jahrbuch der Marine, Folge 16
- Jürgen Rhades (Hrsg.): Jahrbuch der Marine, Folge 16. Bernard & Graefe Verlag, München 1982, ISBN 3-7637-4700-1.

Auf dem inneren Titelblatt wird der Band der Folge 16 mit der Jahreszahl „1982“ versehen.
Das Zitat auf Seite 7 wird im Inhaltsverzeichnis als „Vorwort“ bezeichnet, obwohl es keinen Bezug zu dem Jahrbuch hat.
Enthielten die Folgen bis Nr. 15 noch etliche Seiten mit werbenden Anzeigen der maritimen Industrie, tauchen solche in Folge 16 kaum noch auf.
| Autor                       | Inhalt | Seiten  |
| --------------------------- | --- | ------- |
| Manfred Wörner              | Zitat aus der Ansprache anlässlich seiner Amtsübernahme als Bundesminister der Verteidigung                | 7       |
| Jürgen Rhades               | Vorwort des Herausgebers                                                                                   | 9       |
| Hein-Peter Weyher           | Probleme und Aspekte moderner Marinerüstung                                                                | 10–21   |
| Horst Heinl                 | Ausbildung für das neue Waffensystem Fregatte Klasse 122                                                   | 22–31   |
| Hans Frank                  | Die Schnellbootflottille auf dem Weg in die 90er Jahre                                                     | 32–41   |
| Wolfgang Brost              | Mineneinsatz und Seekriegführung                                                                           | 42–47   |
| Dieter Stockfisch           | Menschenführung und Erziehung an Bord                                                                      | 48–55   |
| Harald Brünn                | Der Sanitätsdienst in der Deutschen Marine                                                                 | 56–63   |
| Jürgen Rhades               | Vorschriften und Verfahren in der Marine                                                                   | 64–69   |
| Hans-Christian Rips         | Mit vereinten Kräften. Aus den Erlebnisberichten über die AAG 108-109/81                                   | 70–79   |
| Albrecht Weinert            | Das Porträt: Der Beauftragte für Havarieuntersuchungen der Marine                                          | 80–85   |
| Jürgen Voßberg              | Die Technische Marineschule (TMS), Schule im Wandel, Schule im Fortschritt                                 | 86–95   |
| Gunter Wolte                | Gedanken zu einer neuen Konzeption für die Schiffssicherung der Zukunft                                    | 96–105  |
| Ulrich-Joachim Schulz-Torge | Die sowjetische Seekriegsflotte – Ihre Gliederung und personelle Besetzung                                 | 106–117 |
| Rolf Fleckstein             | Die Marineführungsdienste                                                                                  | 118–123 |
| Klaus Knüpffer              | MTG Marinetechnik GmbH – Zentrales Entwurfs- und Planungsbüro für Marineprojekte                           | 124–131 |
| Jörg Duppler                | Vor vierzig Jahren: Deutsche Seekriegführung – Denken oder „Träumen in Kontinenten“?                       | 132–139 |
| Walter Frank                | Blick in die Geschichte: „Rettung über See“ – Erinnerungsstätte ALBATROS                                   | 140–142 |
| Kurt Hofferbert             | Schiffskollision im Mittelmeer                                                                             | 144–149 |
| Ludwig Küttler              | Welthandel und Welthandelsverkehr                                                                          | 150–157 |
|                             | Chronik 1981/1982 (April 1981 bis September 1982)                                                          | 158–166 |
|                             | Personalveränderungen und Beförderungen in der Marine                                                      | 167     |
|                             | Gliederung und Besetzung der Führungsspitze der Marine (Stand 1. April 1982)                               | 167–168 |
|                             | Gliederung der See- und Seeluftstreitkräfte (auch Stapelläufe, Indienststellungen, Außerdienststellungen)  | 168–171 |
|                             | Kommando- und Erkennungszeichen. Brustabzeichen für Spezialisten der Marine. Besondere Leistungsabzeichen. | 172     |
|                             | Dienstgrad-, Laufbahn- und Tätigkeitsabzeichen. Laufbahn- und Sonderausbildungsabzeichen der Marine.       | 173     |
|                             | Schiffs-, Flugzeug- und Waffenlisten (Stand: 1. April 1982)                                                | 174–189 |
|                             | Schiffsskizzen                                                                                             | 190–197 |
|                             | Flugzeugskizzen                                                                                            | 198–199 |

### Jahrbuch der Marine, Folge 17
- Jürgen Rhades (Hrsg.): Jahrbuch der Marine, Folge 17. Bernard & Graefe Verlag, Bonn 1991, ISBN 3-7637-4702-8.

Auf dem inneren Titelblatt wird der Band der Folge 17 mit der Jahreszahl „1991“ versehen.
| Autor                          | Inhalt | Seiten  |
| ------------------------------ | --- | ------- |
| Hans-Joachim Mann              | Geleitwort Inspekteurs der Marine                                                                             | 7       |
| Jürgen Rhades                  | Vorwort des Herausgebers                                                                                      | 8       |
| Hans-Joachim Mann              | Die Deutsche Marine im Wandel                                                                                 | 10–19   |
| Hans Frank                     | Gedanken zu zukünftigen Aufgaben der Marine im Lichte der veränderten Situation in Europa                     | 20–28   |
| Gunter Kolbeck                 | Rüstungskontrolle auch auf See?                                                                               | 30–34   |
| Jürgen Hoops                   | BRECA C 20: Die erste deutsch-französische Gemeinschaftsentwicklung einer Korvette                            | 36–40   |
| Klaus Barth, Friedhelm Stappen | RAM für die deutsche Marine – Sicherung der Kampfkraft durch wirkungsvolle Flugabwehr                         | 42–49   |
| Hubert Kusche                  | Materialerhaltung in der deutschen Marine                                                                     | 50–57   |
| Gerhard Koop                   | Die Zerstörer der Bundesmarine                                                                                | 58–63   |
| Klaus-Dieter Laudien           | Die Standing Naval Force Atlantic – Entstehungsgeschichte, Organisation, Auftrag                              | 64–74   |
| Siegfried Breyer               | Die sowjetische Marinerüstung heute                                                                           | 76–82   |
| Hans Jürgen Witthöft           | Zur Lage der deutschen Schiffbau- und Meerestechnikindustrie                                                  | 83–92   |
| Volker Hogrebe                 | Ostseefähren im Aufwärtstrend                                                                                 | 93–98   |
| Ludwig Hannemann               | Kriegsschiffe als Museum – Ausdruck der Traditionspflege?                                                     | 100–105 |
| Kurt Diggens                   | Die Stiftung Traditionsarchiv Unterseeboote im Verband Deutscher U-Bootfahrer                                 | 106–108 |
| Hartmut Nöldeke                | Die „Flottenärzte“ der deutschen Marine von 1890 bis 1990 – Beitrag zur Geschichte des Marinesanitätsdienstes | 109–115 |
| Harald Fock                    | Dokumentation der Verluste                                                                                    | 116–123 |
|                                | Chronik 1989/1990 (März 1989 bis November 1990)                                                               | 124–132 |
|                                | Personalveränderungen und Beförderungen in der Marine                                                         | 133     |
|                                | Gliederung und Besetzung der Führungsspitze der Marine (Stand 1. Mai 1990)                                    | 133     |
|                                | Gliederung der See- und Seeluftstreitkräfte (auch Stapelläufe, Indienststellungen, Außerdienststellungen)     | 134–135 |
|                                | Kommando- und Erkennungszeichen. Brustabzeichen für Spezialisten der Marine. Besondere Leistungsabzeichen.    | 136     |
|                                | Dienstgrad-, Laufbahn- und Tätigkeitsabzeichen. Laufbahn- und Sonderausbildungsabzeichen der Marine.          | 137     |
|                                | Schiffs-, Flugzeug- und Waffenlisten (Stand: 1. Oktober 1990)                                                 | 138–144 |

### Jahrbuch der Marine, Folge 18
- Jürgen Rhades (Hrsg.): Jahrbuch der Marine, Folge 18. Bernard & Graefe Verlag, Bonn 1993, ISBN 3-7637-4703-6.

Auf dem inneren Titelblatt wird der Band der Folge 18 mit der Jahreszahl „1993“ versehen.
| Autor                          | Inhalt | Seiten  |
| ------------------------------ | --- | ------- |
| Jürgen Rhades                  | Vorwort des Herausgebers                                                                                  | 6       |
| Hein-Peter Weyher              | Geleitwort des Inspekteurs der Marine                                                                     | 7       |
| Michael Meyer-Sach             | Neue Aufgaben für die deutsche Marine in einem veränderten sicherheitspolitischen Umfeld                  | 8–14    |
| Otto H. Ciliax                 | Bundesmarine in Mecklenburg-Vorpommern                                                                    | 16–23   |
| Uwe Bruhns                     | Korvetten für die deutsche Marine – Gedanken zu einem neuen Seekriegsmittel                               | 24–29   |
| Jürgen Mannhardt               | Neue Herausforderungen für die Schnellbootwaffe                                                           | 30–37   |
| Friedrich Jacobi, Dieter Leder | Der Einsatz des Minenabwehrverbandes „Südflanke“ im Mittelmeer und im Nordarabischen Golf 1990–1991       | 38–51   |
| Dieter Laabs                   | Umweltschutz in der Marine                                                                                | 52–60   |
| Jürgen Ehle, Jan Marco Pietsch | U-Boot-Jagd aus der Luft – 12 Jahre SEA LYNX auf der „Bremen“-Klasse                                      | 62–75   |
| Gerhard Koop                   | Zerstörer der Bundesmarine: Die Hamburg-Klasse                                                            | 76–84   |
| Klaus Rehder                   | Die neue Kommandostruktur der NATO in Nord- und Mitteleuropa                                              | 86–91   |
| Siegrfried Breyer              | Der Flugzeugträger ADMIRAL KUSNETSOV: Der letzte Höhepunkt der ehemaligen Sowjetmarine?                   | 92–101  |
| Hans-Jürgen Witthöft           | Zur Lage des deutschen Schiffbaus                                                                         | 102–111 |
| Jürgen Rhades                  | Vom Küstenvorfeld in den Pazifik – der denkwürdige, aber beschwerliche Weg der kleinen preußischen Marine | 112–118 |
| Heinrich Frischkorn            | Fallschirmtorpedos als Seekampfmittel                                                                     | 120–123 |
| Harald Fock                    | Dokumentation der Verluste                                                                                | 124–131 |
|                                | Chronik 1990/1991 (November 1990 bis November 1992)                                                       | 132–142 |
|                                | Personalveränderungen und Beförderungen in der Marine                                                     | 143     |
|                                | Gliederung und Besetzung der Führungsspitze der Marine (Stand 1. Oktober 1992)                            | 143–144 |
|                                | Gliederung der See- und Seeluftstreitkräfte (auch Stapelläufe, Indienststellungen, Außerdienststellungen) | 144–146 |
|                                | Schiffs-, Flugzeug- und Waffenlisten (Stand: nicht genannt)                                               | 148–152 |